# 无尽旋转
《无尽旋转》是中国偶像组合SNH48的第一张EP，分紅藍兩個版本推出，紅版和藍版分別在2013年6月13日和21日于SNH48網上官方商城开始预售，但尚未在一般渠道发行。
单曲的红版与蓝版除了封面不同以外，收录的曲目及附赠的DVD内容都是相同的。本张单曲三首曲目均为AKB48歌曲的中文翻唱。
除此之外，官方另外推出了单碟珍藏版，也分为红蓝两个版本推出。与之前版本不同的地方是仅包含CD，省去了附赠MV和花絮视频的DVD，但附赠激流之战16人合照生写一张。

## 收录曲目
封面（红版）：孔肖吟、董芷依、汤敏、张语格、陈观慧
封面（蓝版）：吴哲晗、蒋羽熙、赵嘉敏、顾香君、许佳琪
| CD       | CD                                     | CD       | CD           | CD                                                     | CD    |
| 曲序     | 曲目                                   | 作曲     | 编曲         | 备注                                                   | 时长  |
| -------- | -------------------------------------- | -------- | ------------ | ------------------------------------------------------ | ----- |
| 1.       | 无尽旋转（原曲：《无限重播》（ヘビーローテーション））     | 山崎耀   | Tanaka Yuki  | 原词：秋元康 原唱：AKB48                               | 4:39  |
| 2.       | 激流之战（原曲：《RIVER》）            | 井上义正 | 井上义正     | 《梦想预备生之半熟少女》插曲，原词：秋元康 原唱：AKB48 | 4:39  |
| 3.       | 化作樱花树（原曲：《變成櫻花樹》（桜の木になろう）） | 横健介   | 野中MASA雄一 | 原词：秋元康 原唱：AKB48                               | 5:24  |
| 4.       | 无尽旋转（伴奏）                       | 山崎耀   |              |                                                        | 4:45  |
| 5.       | 激流之战（伴奏）                       | 井上义正 |              |                                                        | 4:48  |
| 6.       | 化作樱花树（伴奏）                     | 横健介   |              |                                                        | 5:32  |
| 总时长： | 总时长：                               | 总时长： | 总时长：     | 总时长：                                               | 29:47 |

| DVD  | DVD                         |
| 曲序 | 曲目                        |
| ---- | --------------------------- |
| 1.   | 无尽旋转                    |
| 2.   | 激流之战                    |
| 3.   | 化作樱花树                  |
| 4.   | 3月31日一期生成员握手会花絮 |

特典
- 生写真（16张成员单独照及一张全员合集照，随机封入一张）
- 无尽旋转发售纪念握手会活动现场握手券1张
- 发售纪念活动现场签名券、摄影券（按一定规则，部分赠送）[3]

## 选拔成员

### 无尽旋转
（Center：汤敏）
- 正规成员：陈观慧、陈思、戴萌、丁紫妍、董芷依、顾香君、蒋羽熙、孔肖吟、李宇琪、莫寒、钱蓓婷、汤敏、吴哲晗、许佳琪、张语格、赵嘉敏

### 激流之战
（Center：汤敏、赵嘉敏）
- 正规成员：陈观慧、陈思、戴萌、丁紫妍、董芷依、顾香君、蒋羽熙、孔肖吟、李宇琪、莫寒、钱蓓婷、汤敏、吴哲晗、许佳琪、张语格、赵嘉敏

### 化作樱花树
（Center：董芷依）
- 正规成员：陈观慧、陈思、戴萌、丁紫妍、董芷依、顾香君、蒋羽熙、孔肖吟、李宇琪、莫寒、钱蓓婷、汤敏、吴哲晗、许佳琪、张语格、赵嘉敏

## 脚注
1. ↑  出品方为天津北洋音像出版社